# أبو هاشم الجبائي
الشيخ أبو هاشم عبد السلام بن محمد بن عبد الوهّاب بن سلام ابن خالد بن حمران الجبائي المعتزلي، شيخ المعتزلة وابن شيخها .ولد عام 275هـ/888م، ودرس على أبيه وعلماء عصره، حتى نبغ وأشتهر بين العلماء، وكان من البارعين في علم الكلام والمناظرة، ولم تكن له رواية في علم الحديث، وأتبعته فرقة يطلق عليها الهاشمية، أو البهشمية من المعتزلة.

## من مؤلفاته
- الشامل في الفقه.
- تذكرة العالم.
- العدة في أصول الفقه.
- كتاب الابواب الصغيرة
- كتاب الانسان
- العوض
- المسائل العسكريات
- النقض على ارسطاطاليس في السكون والفساد
- الطبائع والنقض على القائلين بها
- الاجتهاد

## وفاته
توفي في عام 321هـ/933م.
- قال القاضي أبو علي الحسن بن سهل الإيذجي: (لما توفي أبو هاشم الجبائي ببغداد، إجتمعنا فئة لندفنه فحملناه إلى مقابر الخيزران، في يوم مطير ولم يعلم بموته أكثر الناس فكنا جميعة (بمعنى فئة قليلة) في الجنازة فبينما نحن ندفنه، إذ حملت جنازة أخرى ومعها جميعة عرفتهم بالأدب، فقلت لهم: جنازة من هذه؟ فقالوا: جنازة أبي بكر ابن دريد.

فذكرت حديث الرشيد، لما دفن محمد بن الحسن الشيباني والكسائي بالري في يوم واحد... فأخبرت أصحابنا بالخبر، وبكينا على الكلام واللغة طويلاً ثم أفترقنا..).
- وقال الخطيب البغدادي:

إن أبا هاشم مات سنة 321هـ، وفيها مات ابن دريد.
- وذكر أبو هلال الصابي: إن أباهاشم مات ليلة السبت 23 رجب سنة 321هـ، وكان عمره 46 سنة وثمانية أشهر.